# Triumph of the Nerds
Triumph of the Nerds é um documentário de 1996 distribuído pela rede americana de televisão PBS que mostra o desenvolvimento dos computadores pessoais nos Estados Unidos desde a Segunda Guerra Mundial até o ano de 1995. O título,Triumph of the Nerds, é uma brincadeira com a comédia Revenge of the Nerds, de 1984.
Triumph of the Nerds foi escrito e apresentado por Robert X. Cringely (Mark Stephens) e baseado no seu livro de 1992,  Accidental Empires. O documentário é composto de diversas entrevistas com figuras importantes ligadas com os computadores pessoais, incluindo Steve Jobs, Steve Wozniak, Bill Gates, Steve Ballmer, Paul Allen, Bill Atkinson, Andy Hertzfeld, Ed Roberts, e Larry Ellison. Ele também inclui cenas de Gary Kildall e comentários por Douglas Adams, o autor da série de ficção científica, O Guia do Mochileiro das Galáxias.
Cringely continuou a série em Nerds 2.0.1: A Brief History of the Internet, em 1998 (ano de estréia). Em 2012, Cringely liberou a entrevista completa que Steve Jobs deu em 1995 para Triumph of the Nerds no filme Steve Jobs: The Lost Interview.

## Recepção e influência
Triumph of the Nerds foi uma série de sucesso e Cringely disse numa entrevista de 1998 que ela foi um ponto forte para o programa de arrecadação de fundos que a PBS promovia na época 
Steve Wozniak falou sobre o filme na seção de cartas do seu website oficial: "Eu gostei de Triumph of the Nerds. Foi um dos melhores programas do tipo já criados. Todo mundo acha a mesma coisa, então por que me perguntar? Eu não sou um historiador e não posso dizer o que faltou na história ou o que estava incorreto, mas ele me pareceu extremamente minucioso e perspicaz."
O ator Noah Wyle também declarou que, depois de uma resistência inicial, ele finalmente concordou em atuar no papel de Steve Jobs no filme Pirates of Silicon Valley depois de ver Triumph of the Nerds.

## Steve Jobs: The Lost Interview
A entrevista original que Jobs deu para Cringely para Triumph of the Nerds durou cerca de 70 minutos. Desses 70 minutos, apenas 10 foram usados em Triumph of the Nerds. Quando Jobs deu essa entrevista em 1995, ele ainda estava a "dois anos de retomar o papel de Chefe Executivo na Apple e começava um caminho que transformaria a companhia californiana que fazia Macs de perdedora em líder da economia digital. Na época da entrevista, o próprio Jobs era um grande perdedor: sua compahia, a NeXT, estava cambaleando e seu rival Bill Gates tinha se apropriado das idéias da Apple para tomar controle da indústria de computadores pessoais."
Quando Steve Jobs morreu em 2011 Paul Sen, o diretor de Triumph of the Nerds, procurou e achou na sua garagem uma cópia não editada em VHS da entrevista. Sen informou Cringely da descoberta e discutiu a possibilidade de liberá-la como um filme independente. Cringely então contactou o co-proprietário dos Cinemas Landmark, Mark Cuban, para ver se uma exibição seria possível. Chamada The Lost Interview, a entrevista de 70 minutos foi exibida em 17 cinemas nos Estados Unidos e depois foi liberada em DVD em 2012.
The Lost Interview recebeu uma avaliação de 100% do Rotten Tomatoes.  Robert Koehler, da Variety observa que a entrevista foi conduzida quando Jobs tinha "40 anos, e observa a Apple de longe (ele foi expulso da empresa por Sculley uma década antes e logo depois fundou a NeXT)." Ele é então "capaz de trazer uma perspectiva que ele não poderia ter quando mais novo. Além disso, esse ponto de vista não seria possível logo depois dessa entrevista, já que Jobs vendeu a NeXT à Apple seis meses depois e se tornou CEO da Apple um ano depois disso." Roger Ebert deu três estrelas e comentou que "é um material bruto para um filme, na forma de Jobs falando em close. É um tributo à popularidade singular de Steve Jobs. Tanto que ele é provavelmente a única cabeça falante que conseguiria fazer com que as pessoas pagassem para assisti-lo por mais de uma hora".

## Outras leituras
- Brian Caufield. "Robert X. Cringely Sobre Sua 'Entrevista Perdida' Com Steve Jobs." Forbes, 11 de Novembro de 2011.
- Walter Goodman. "TELEVISION REVIEW:Mapping Cyberspace in Bay Area Garages." New York Times, June 12, 1996.
- Liesl Schillinger. "The Double Life of Robert X. Cringely." Wired Magazine, December 1998.